# Riserva naturale provinciale Villa Borghese
La riserva naturale provinciale Villa Borghese è un'area naturale protetta di proprietà privata al centro della città di Nettuno, nel territorio della città metropolitana di Roma Capitale, definita area naturale protetta dal 1999. Unica area verde cittadina, comprende il parco della Villa fatta costruire dal cardinale Costaguti nel 1674 e la villa stessa, che prende il nome dal proprietario più illustre (ed attuale), la famiglia Borghese.

## Flora
Il parco, ricco di alberi secolari, è particolarmente interessante perché scardina il classico impianto da giardino rinascimentale, con siepi di bosso e di alloro ben potate, con elementi da giardino medievale, come le piante aromatiche e da frutto.
La presenza di palme richiama invece un gusto esotico più simile ai giardini ottocenteschi romantici.

## Geologia
L'area si sviluppa sopra la falesia, costituita dal “macco” pliocenico, con presenza di numerosi resti fossili. Notevole è la presenza di gallerie scavate, usate un tempo come rifugio dalle invasioni saracene e poi come cantine, infine ampliate e utilizzate durante la seconda guerra mondiale come quartier generale dell'esercito statunitense durante lo sbarco ad Anzio nel 1944.